# George D. Shuman
George D. Shuman (* 1952) ist ein US-amerikanischer Autor von Kriminalromanen.
Shuman wuchs auf einer Farm Südwesten des US-amerikanischen Bundesstaats Pennsylvania auf. Anfang der 1970er Jahre zog er nach Washington, D.C., wo er seine Polizeilaufbahn als Undercover-Agent des Drogendezernats begann. Anschließend war er in verschiedenen Innendienstpositionen tätig, bis er nach zwanzig Jahren den Polizeidienst als Lieutenant Commander der Abteilung für Öffentliche Integrität des Bereichs Interne Angelegenheiten quittierte.
Mitte der 1990er Jahre zog er nach Nantucket, Massachusetts, wo er als Hotelmanager arbeitete. 2006 erschien sein erster Kriminalroman, 18 Seconds (18 Sekunden), mit dem er auf Anhieb den internationalen Durchbruch schaffte. Zentrale Figur ist die blinde Sherry Moore, die über die einzigartige Fähigkeit verfügt, das Kurzzeitgedächtnis eines Toten, das die Wahrnehmungen der letzten 18 Sekunden seines Lebens enthält, bei direktem Körperkontakt auszulesen.

## Werke (Sherry Moore Reihe)
- 18 Seconds (2006) – 18 Sekunden (2008)
- Last Breath (2007) – Die Hand des Todes (2008)
- Lost Girls (2008) – Blinde Angst (2009)
- Second Sight (2009)